# Szalviosz Trüphón
Szalviosz Trüphón (latinosan Salvius) görög származású szicíliai rabszolga, zenész, a második rabszolgaháború (i. e. 104-100) fővezére, Szicília önjelölt uralkodója.
Források szerint Athénból származott és Mükénéből hurcolták el Athenionnal, aki szintén a felkelés fő vezéralakja lett. Rabszolgaként főleg zenéléssel foglalkozott, hangszere az aulosz nevű fúvóshangszer volt, amellyel Démétér szertartásain játszott.
I. e. 104-ben megszökött Siracusaeból és szervezkedésbe fogott, mivel az ígéretekkel ellentétben nem szabadították fel őket a római hatóságok. Szalviosz lett nemcsak a fővezére a felkelőknek, de királlyá is kinevezték. Új nevét, a Trüphónt, Diodotosz Trüphón szeleukida uralkodó után vette fel. Sok tekintetben követte elődje, az első rabszolgaháború vezérének, Eunusnak a példáját, aki magát szintén Szicília királyává kiáltotta ki.
Stratégiájában Nagy Sándort próbálta utánozni, ezért erőit lovasságra és gyalogságra osztotta. Főleg az üllő-kalapács stratégiát alkalmazta, amelyhez a gyalogságnak (az üllőnek) kellett feltartania az ellenséget, míg a lovasság bekerítette őket és szétzúzta. Szalviosznak még kritikus pillanatokban is sikerült győznie a római légiókon, de a túlerő, a rossz ellátottság végül felőrölték a felkelőket.
Sorsáról nincsenek pontos adatok, talán Siracusae mellett halt meg.

## Fordítás
Ez a szócikk részben vagy egészben  a   Salvio (ribelle) című olasz Wikipédia-szócikk fordításán alapul.  Az eredeti cikk szerkesztőit annak laptörténete sorolja fel. Ez a jelzés csupán a megfogalmazás eredetét és a szerzői jogokat jelzi, nem szolgál a cikkben szereplő információk forrásmegjelöléseként.